# 諸磯貝塚
座標: 北緯35度09分01.0秒 東経139度37分13.5秒 / 北緯35.150278度 東経139.620417度

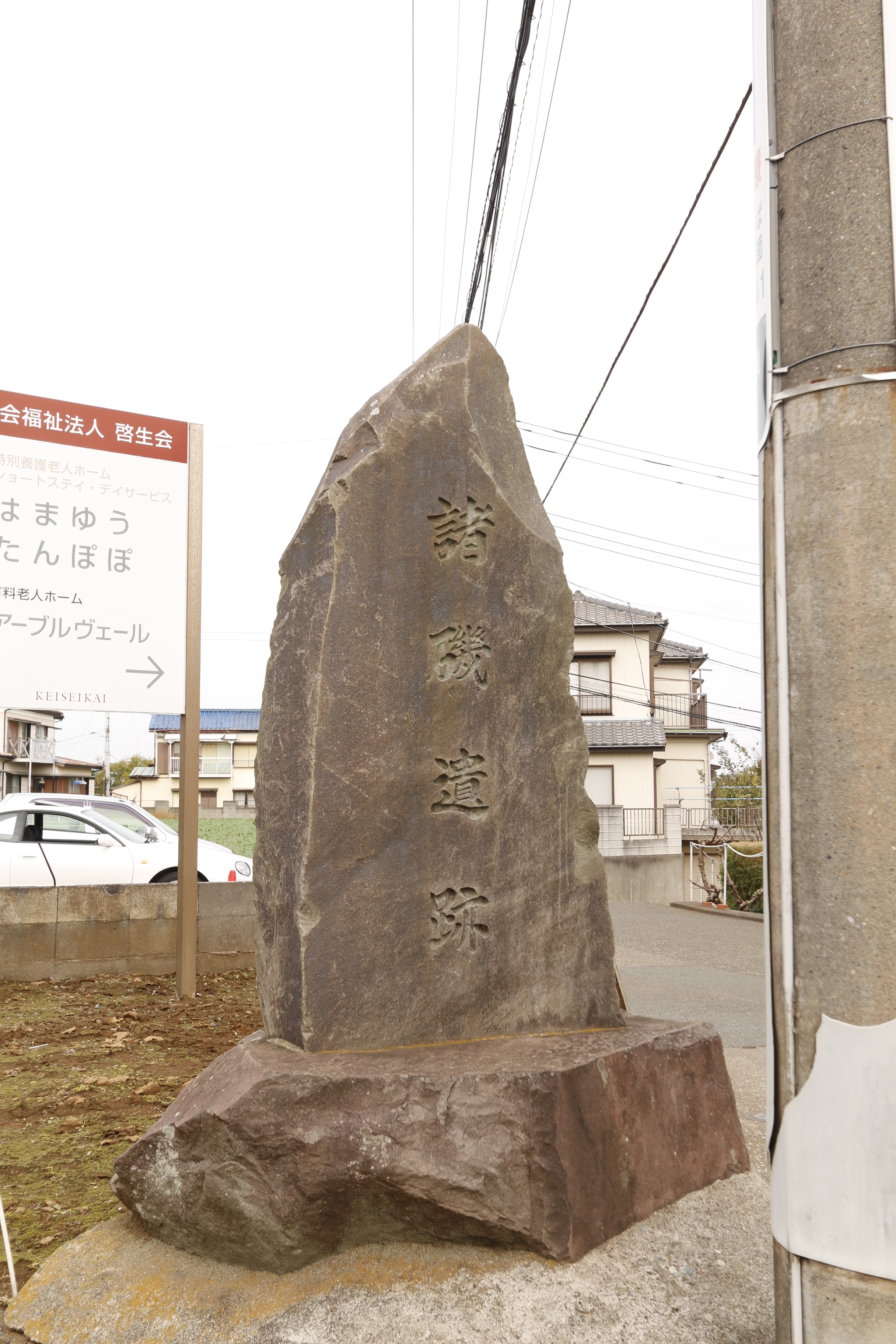
諸磯貝塚に立てられた石碑

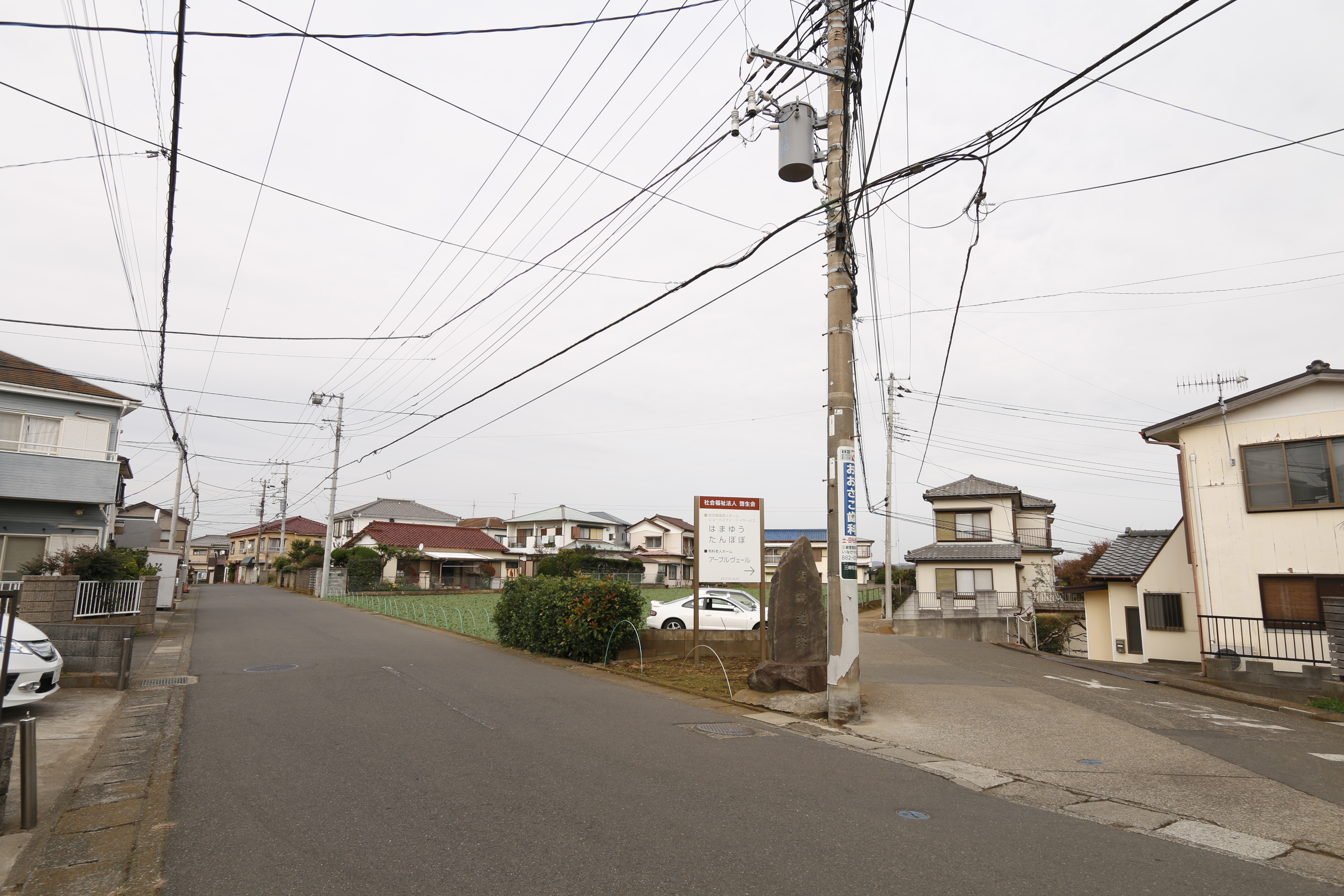
諸磯貝塚付近（2016年11月撮影）

諸磯貝塚（もろいそかいづか）、または諸磯遺跡（もろいそいせき）は、神奈川県三浦市三崎町諸磯字新堀にある縄文時代の遺跡。縄文時代前期の土器型式諸磯a,b,c式の標式遺跡である。三崎海食台地から浜諸磯へ至る道路の両脇、標高約30メートルの台地上から北斜面の一部にかけてが遺跡の範囲になっている。1967年（昭和42年）3月28日付、三浦市指定史跡（指定名称は「諸磯遺跡」）。

## 概要
1897年（明治30年）、八木奘三郎（やぎ そうざぶろう）が初めて北側斜面の発掘調査を行った。1921年（大正10年）には、榊原政職（さかきばら まさもと）が調査し、出土資料に基づいて、独自の土器論を展開、「諸磯式土器」を提唱したことで知られるようになった。
貝塚は、諸磯丘陵と新堀丘陵にはさまれた低地にあり、榊原による発掘地点は、それほど貝層は顕著でなかったと思われる。前期の諸磯式土器をはじめ、石鏃、磨製石斧、石皿、骨角器などが出土した。榊原は、諸磯式土器を当時の縄文土器の分類でいうところの「厚手式土器」（現在の縄文中期の土器）や「薄手式土器」（現在の縄文後期の土器）と呼ばれた土器よりも古く位置づけたが、甲野勇らは、逆に新しく見るなど、その編年をめぐって論争があった。

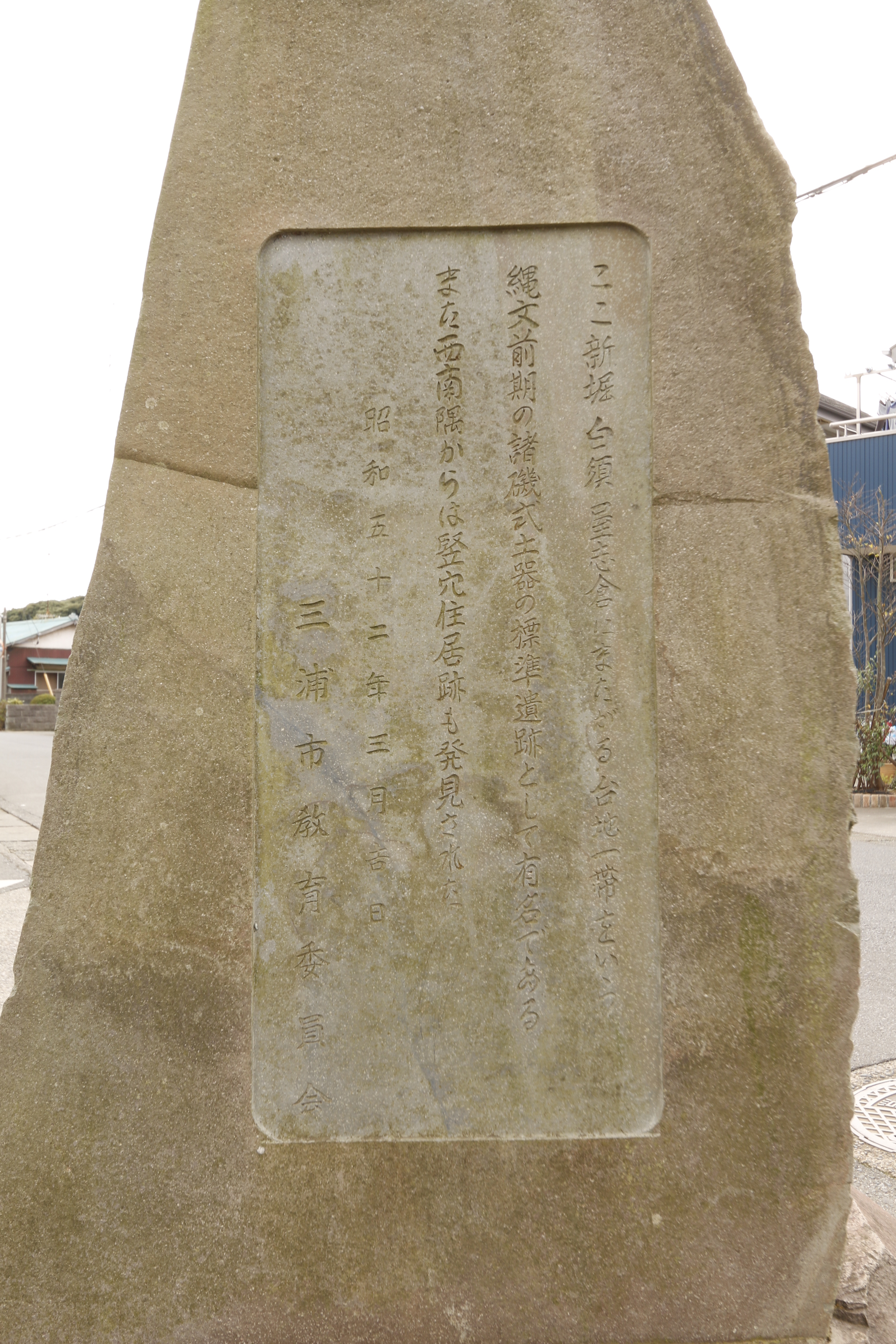
石碑裏面

1937年（昭和12年）、赤星直忠と酒詰仲男は、小貝塚を調査し、貝層下から黒浜式期の竪穴建物跡1軒を検出した。1957年（昭和32年）、詳細分布調査が行われ、台地上に複数軒以上の竪穴建物跡が埋もれていることが確認された。土器は、黒浜式、諸磯a,b,c式の時期のものが出土し、茨城県方面の浮島式、関西方面の北白川下層Ⅲ式の土器を伴っていた。
貝層には、サザエ、アワビ、カキを主体とし、イシダタミ、スガイなども見られた。魚については、マダイ、クロダイ、スズキの骨が確認されている。1979年（昭和54年）の調査で、竪穴建物跡がさらに5軒確認されている。